# Anathallis welteri
Anathallis welteri es una especie de orquídea epífita originaria de Brasil donde se encuentra en la mata atlántica.

## Taxonomía
Anathallis welteri fue descrito por (Pabst) F.Barros y publicado en Hoehnea 30: 190. 2003.
Sinonimia
- Panmorphia welteri (Pabst) Luer
- Pleurothallis welteri Pabst
- Specklinia welteri (Pabst) Luer[2][4][5]